# Opius ovator
Opius ovator är en stekelart som först beskrevs av Christian Gottfried Daniel Nees von Esenbeck 1834.  Opius ovator ingår i släktet Opius och familjen bracksteklar. Inga underarter finns listade i Catalogue of Life.